# Mittelberg (ort)

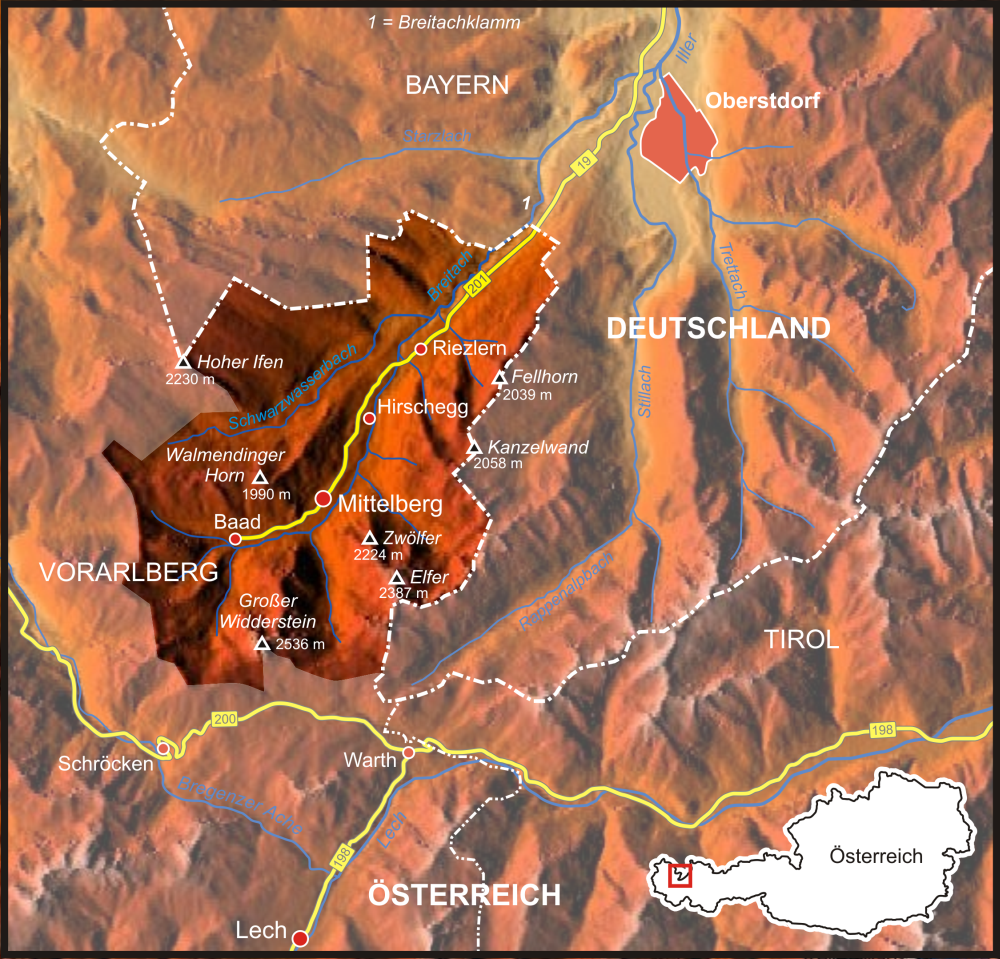
Karta.

Mittelberg  är ett samhälle i dalen Kleinwalsertal i kommunen Mittelberg i förbundslandet Vorarlberg i västra Österrike nära gränsen till Tyskland. Hirschegg har 1631 invånare 1 januari 2024).

## Galleri

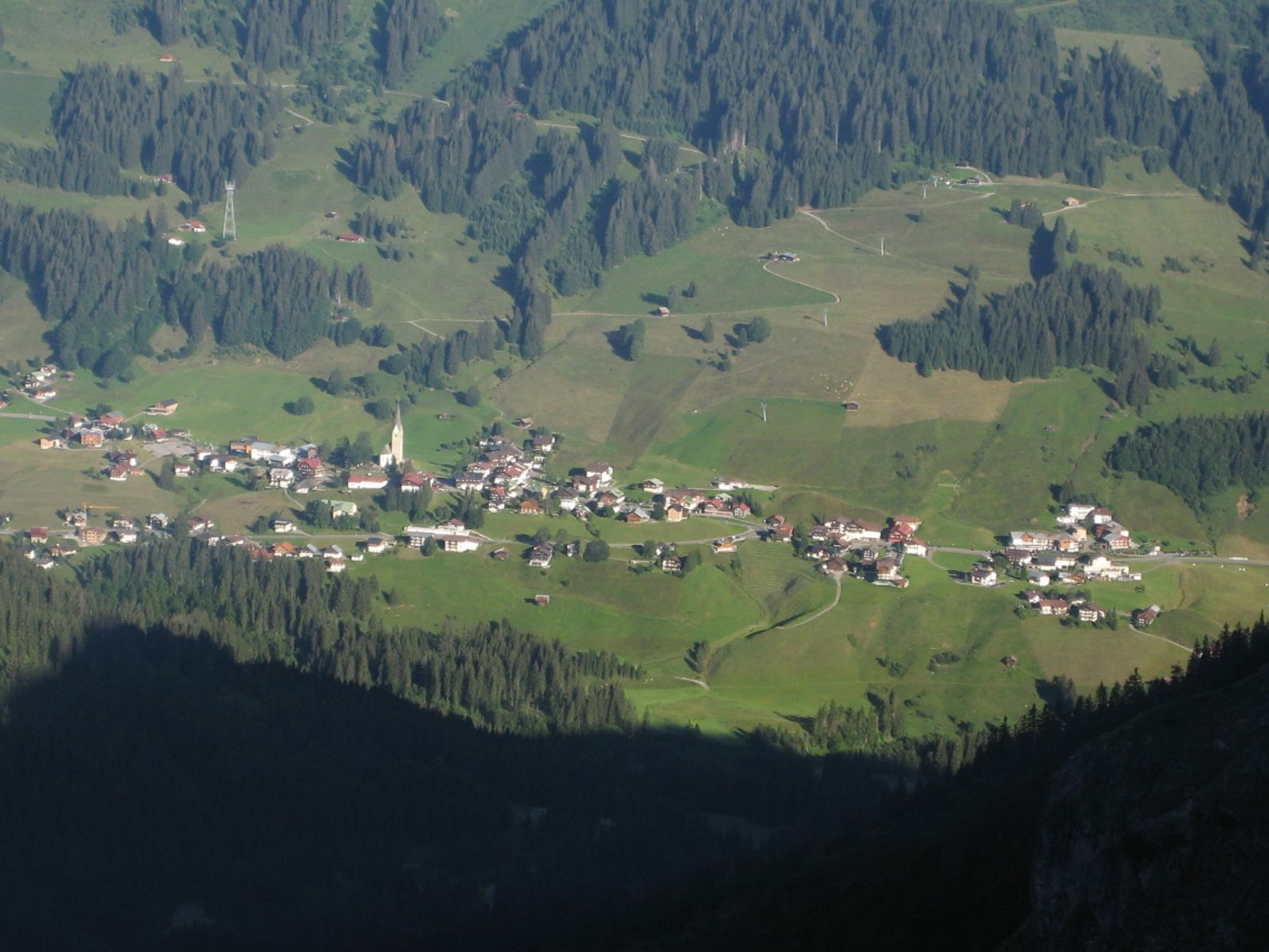
Mittelberg, 2008.
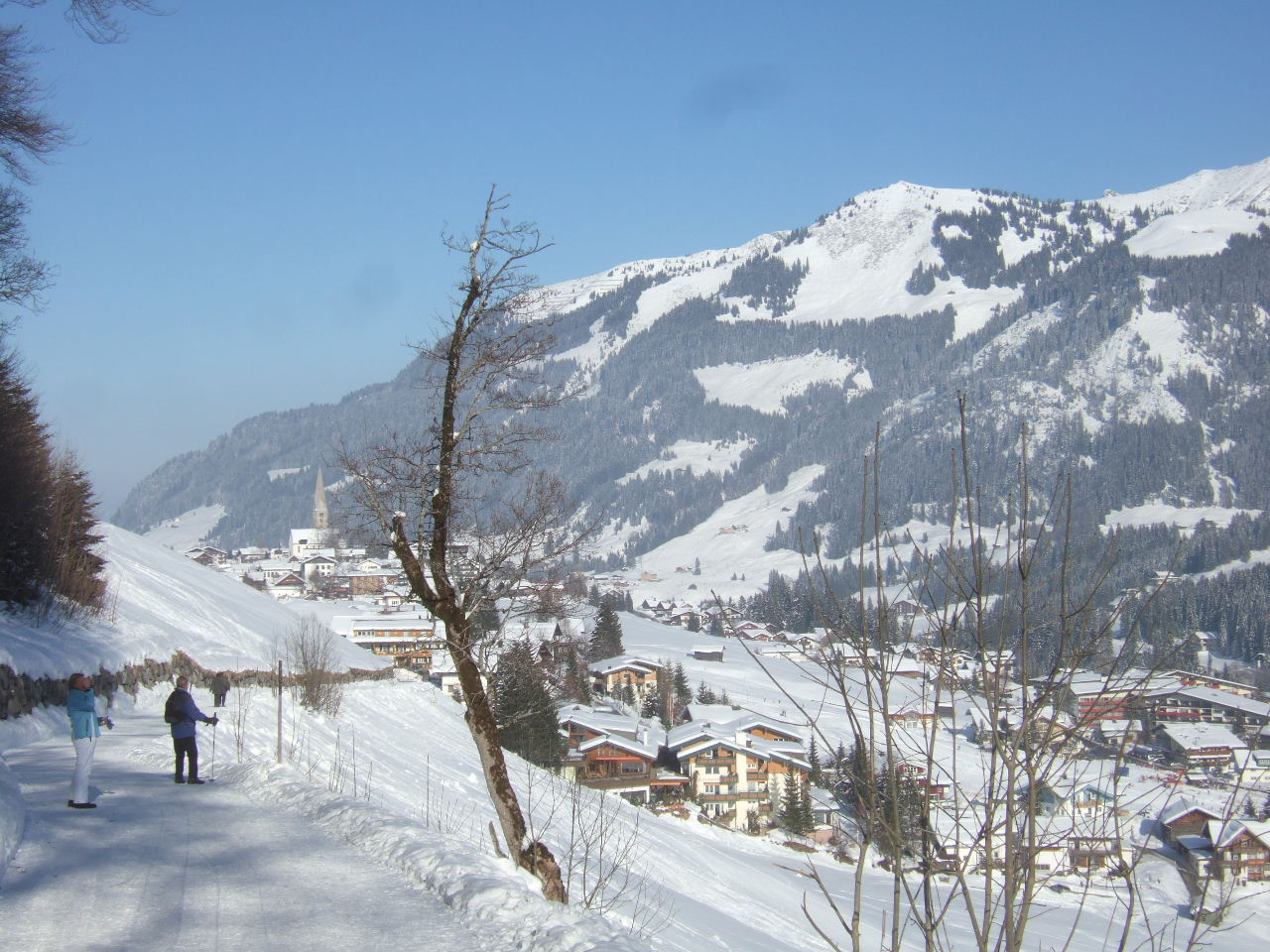
Mittelberg, 2010.
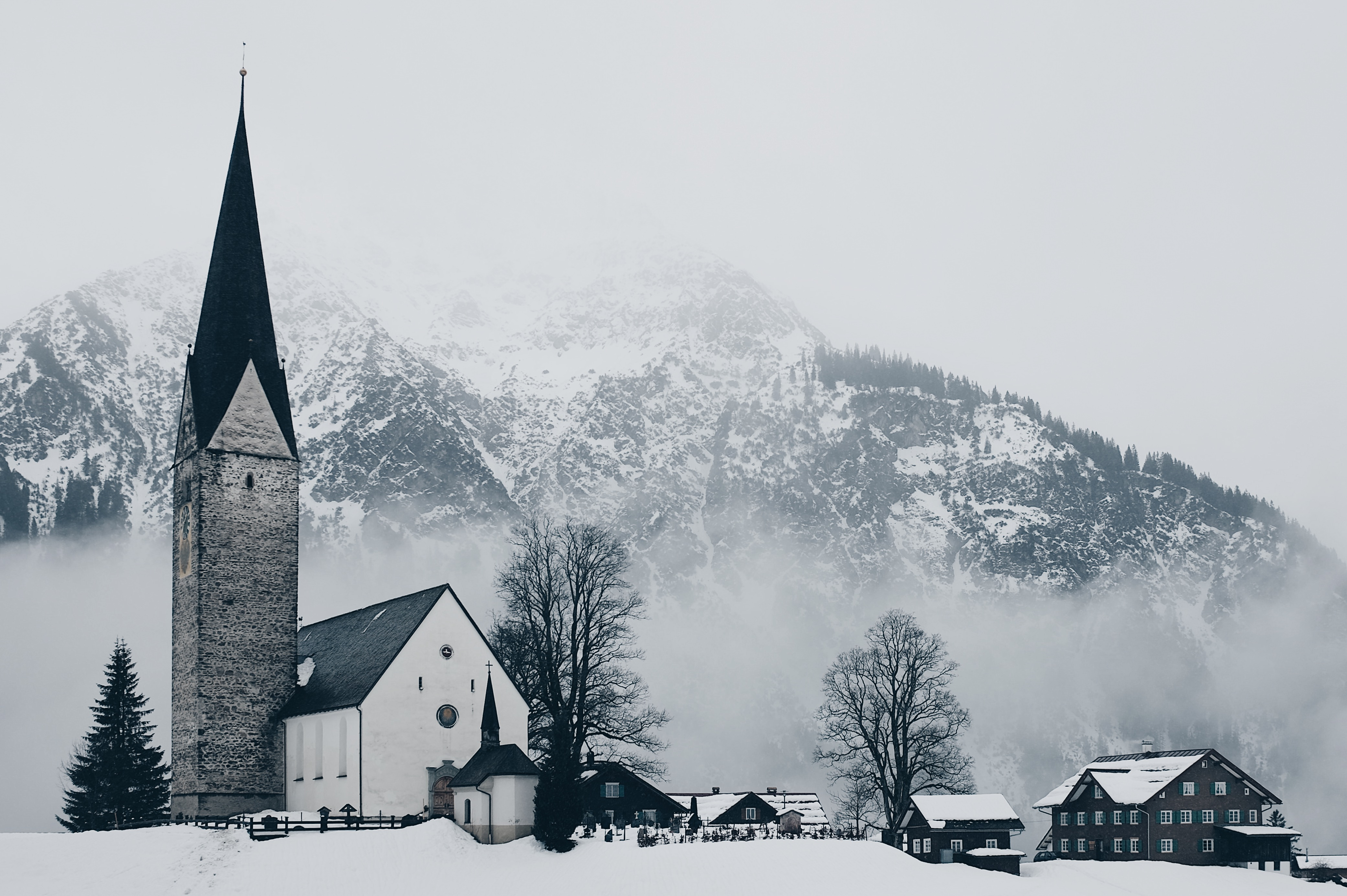
Katolsk kyrka (St. Jodok, 2017.)
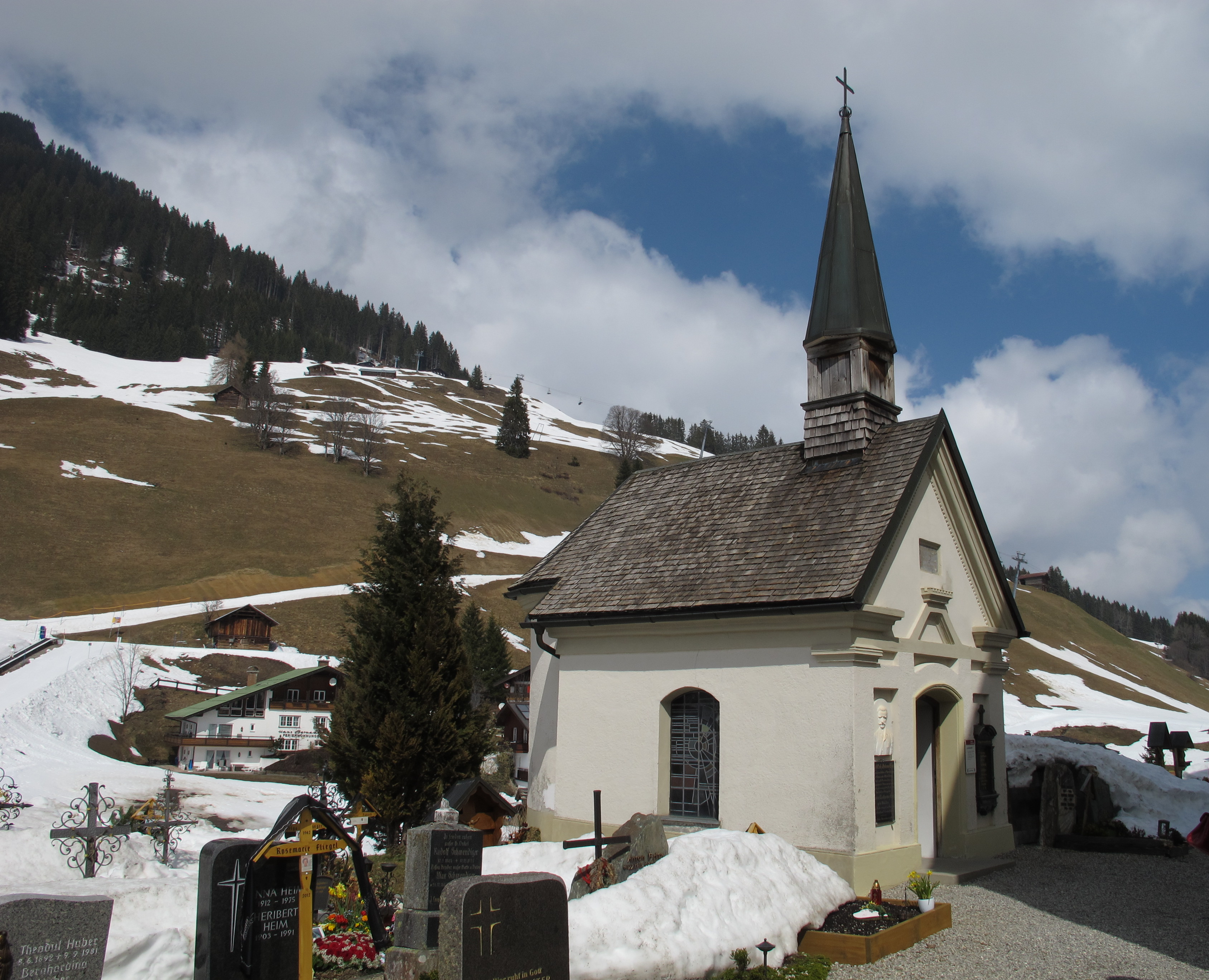
Katolsk kyrka (Lourdes-Kapelle, 2012.)
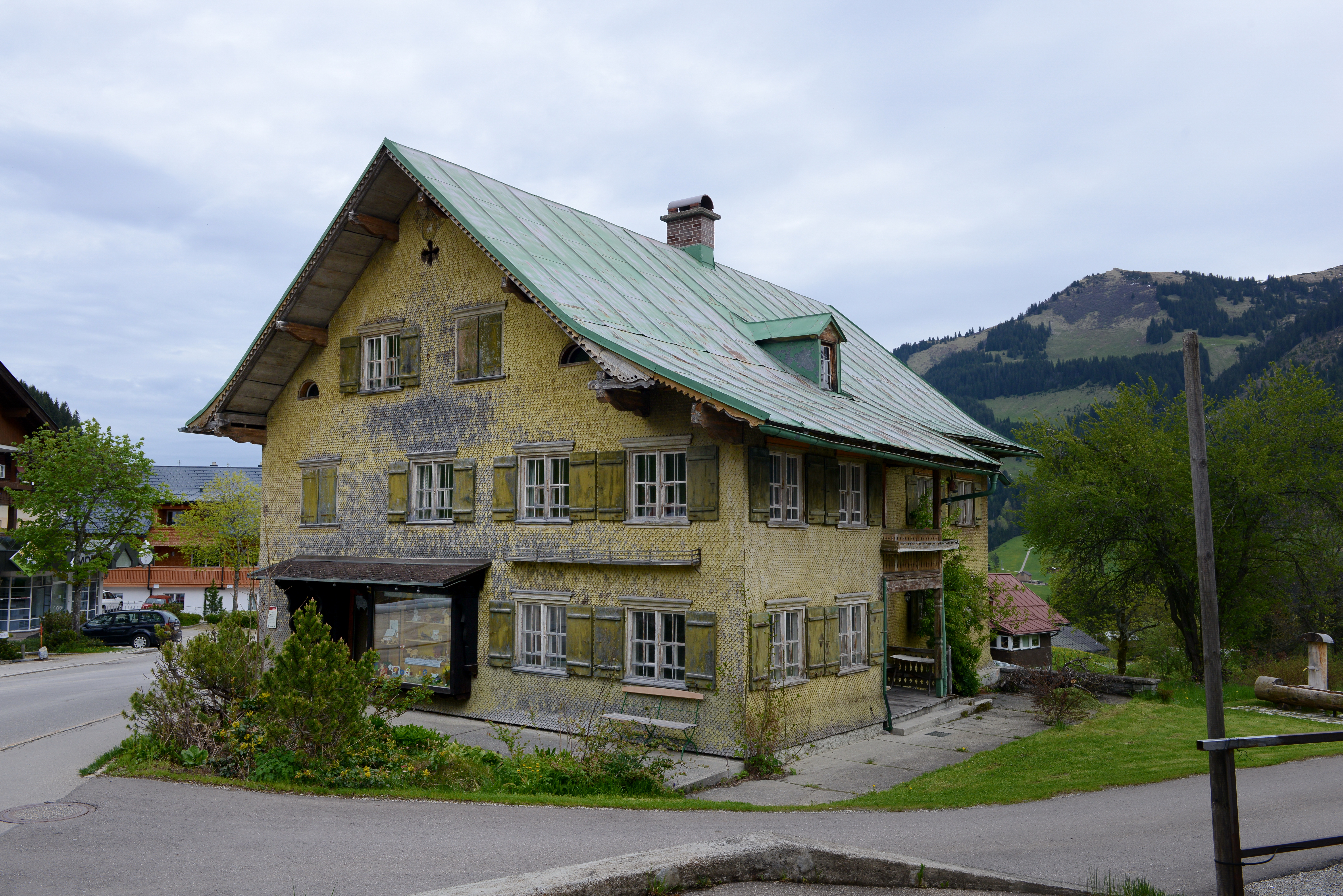
Haus Drechsel, 2014.